# گولنکامپ
گولنکامپ (به آلمانی: Gölenkamp) یک شهر در آلمان است که در گرافشافت بنتهایم واقع شده‌است. گولنکامپ  ۶۳۱ نفر جمعیت دارد.